# Window Water Baby Moving
Pour plus de détails, voir Fiche technique et Distribution.
Window Water Baby Moving est l'un des films majeurs du réalisateur Stan Brakhage. 
Le cinéaste y filme  la grossesse de sa femme, Jane, et la naissance de leur fille Myrrena en novembre 1958. L'accouchement y est filmé de manière frontale mais poétique, par l'alternance avec des images-métaphores (principalement liées à l'idée de reflet : la fenêtre ou l'eau), qui rendent compte du titre choisi par le cinéaste.
Stan Brakhage apparaît lui-même vers la fin du film, filmé par sa propre femme.
Le cinéaste filmera la naissance de son troisième enfant dans un film ultérieur, intitulé Thigh Line Lyre Triangular, réalisé en 1961.
Le film a obtenu le statut préservé de l'Académie des oscars en 2013.